# 泰特河畔伊耶
泰特河畔伊耶（法語：Ille-sur-Têt，法語發音：[ij syʁ tɛt] ⓘ）是法国东比利牛斯省的一个市镇，属于普拉德区。

## 地理
泰特河畔伊耶（42°40'14"N, 2°37'14"E）面积31.67 平方千米，位于法国奧克西塔尼大區东比利牛斯省，该省份为法国大陆部分最南部的省份，涵盖了北加泰罗尼亚，北起奥德省，西接阿列日省和安道尔，南与西班牙接壤，东临地中海。
与泰特河畔伊耶接壤的市镇（或旧市镇、城区）包括：贝莱斯塔、内菲亚克、米亚斯、科贝尔、圣米歇尔德约特、布勒泰内尔、罗代斯、蒙塔尔巴堡。

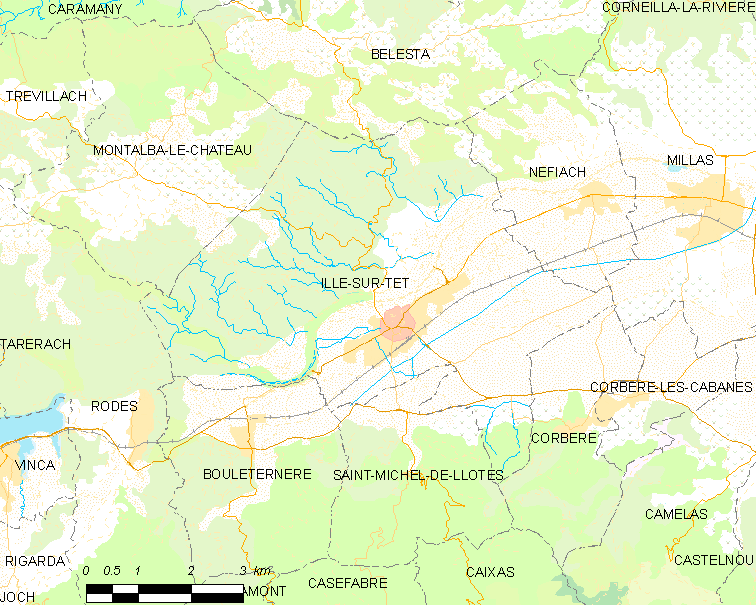
泰特河畔伊耶的OSM定位图

泰特河畔伊耶的时区为UTC+01:00、UTC+02:00（夏令时）。

## 行政
泰特河畔伊耶的邮政编码为66130，INSEE市镇编码为66088。

## 政治
泰特河畔伊耶所属的省级选区为泰特河谷县。

## 人口

1962-2008年间泰特河畔伊耶人口变化图示

泰特河畔伊耶于2022年1月1日时的人口数量为5546人。